# 론통
론통(인도네시아어: lontong)은 쌀을 바나나잎에 싸서 원기둥 모양으로 말아 삶은 음식이다. 몇 조각으로 썰어 낸다. 인도네시아 외에도 말레이시아, 싱가포르 등에서 즐겨 먹는다.

## 사진 갤러리

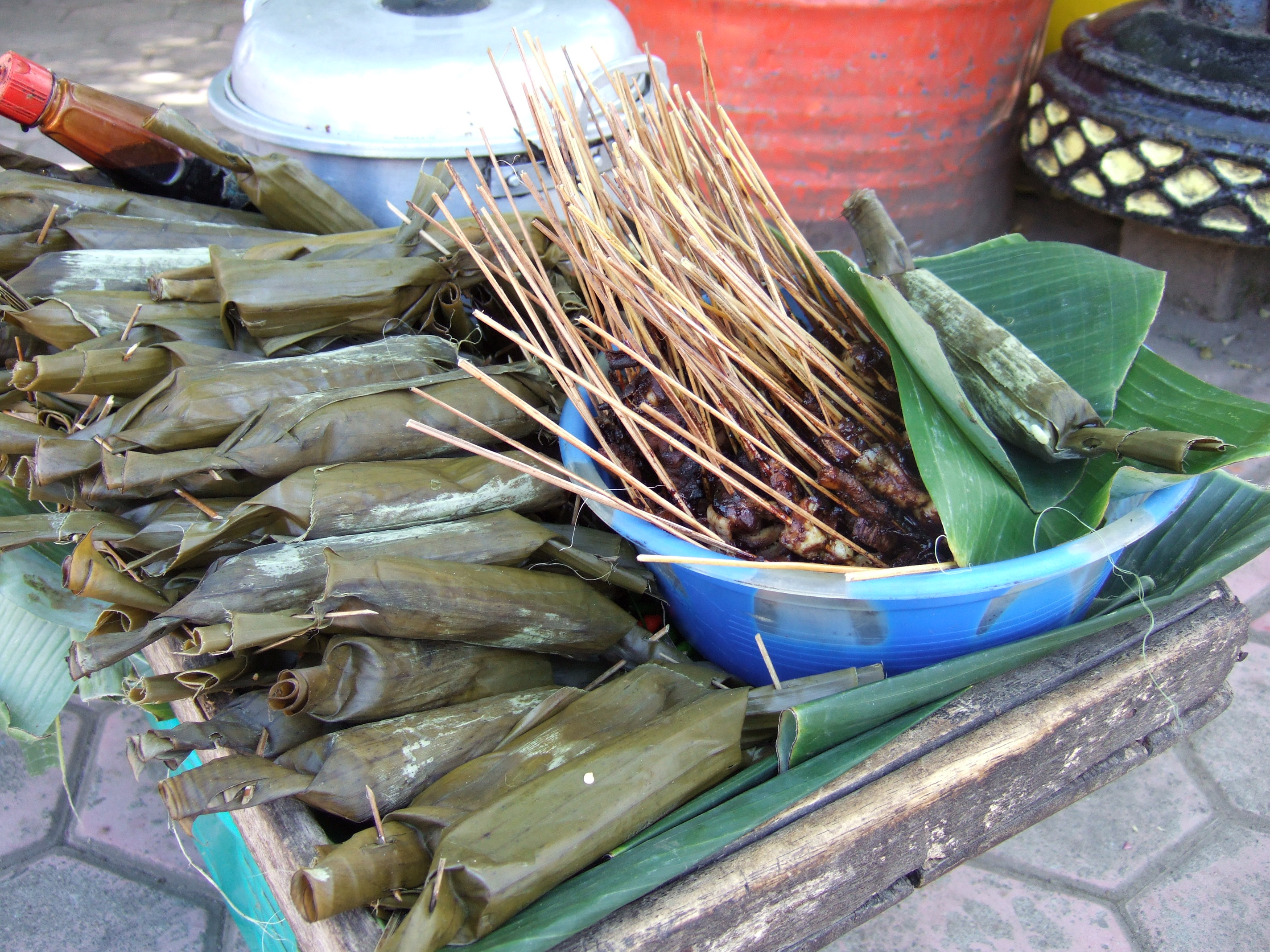
사테와 론통
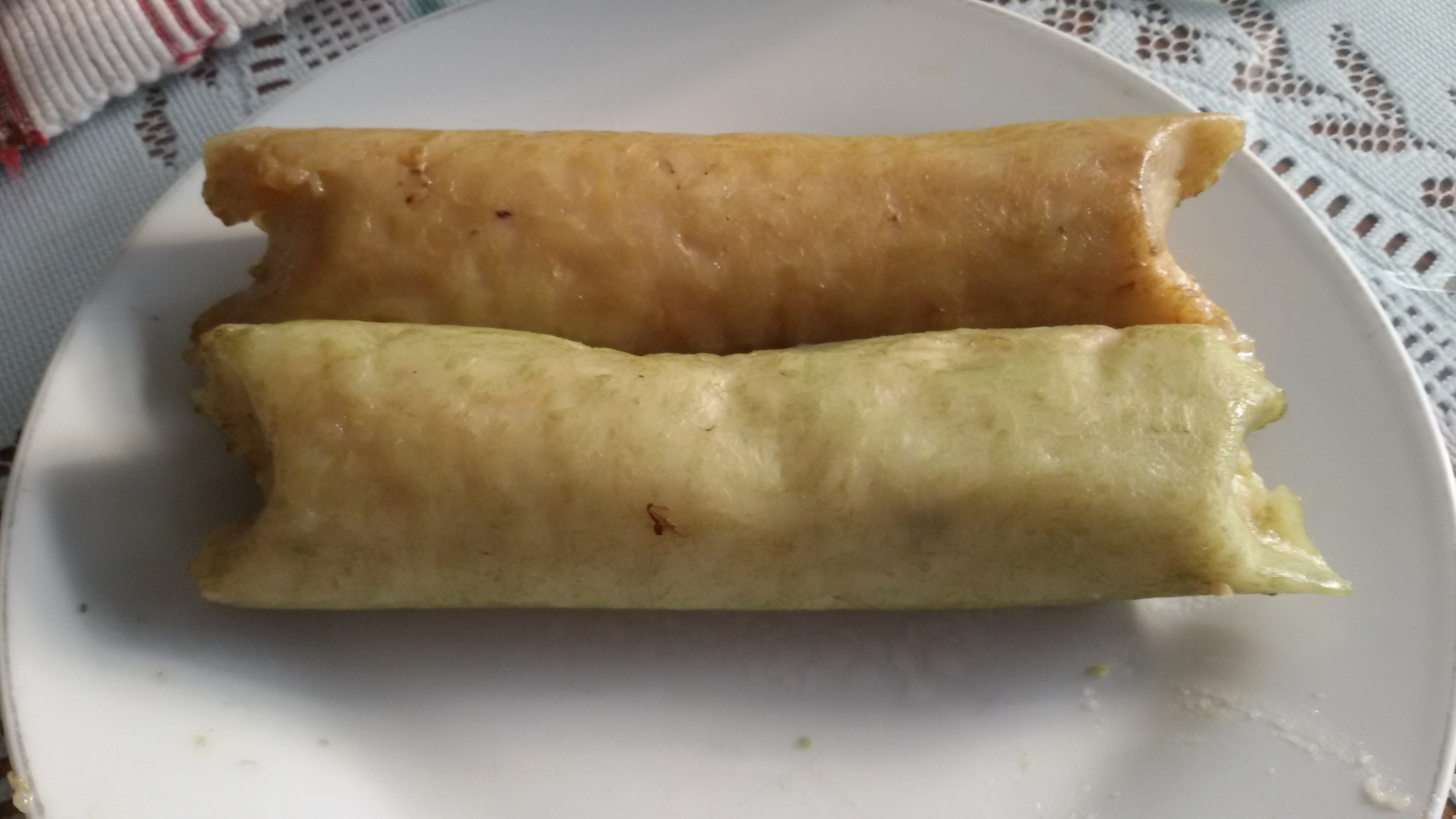
바나나잎을 벗긴 론통
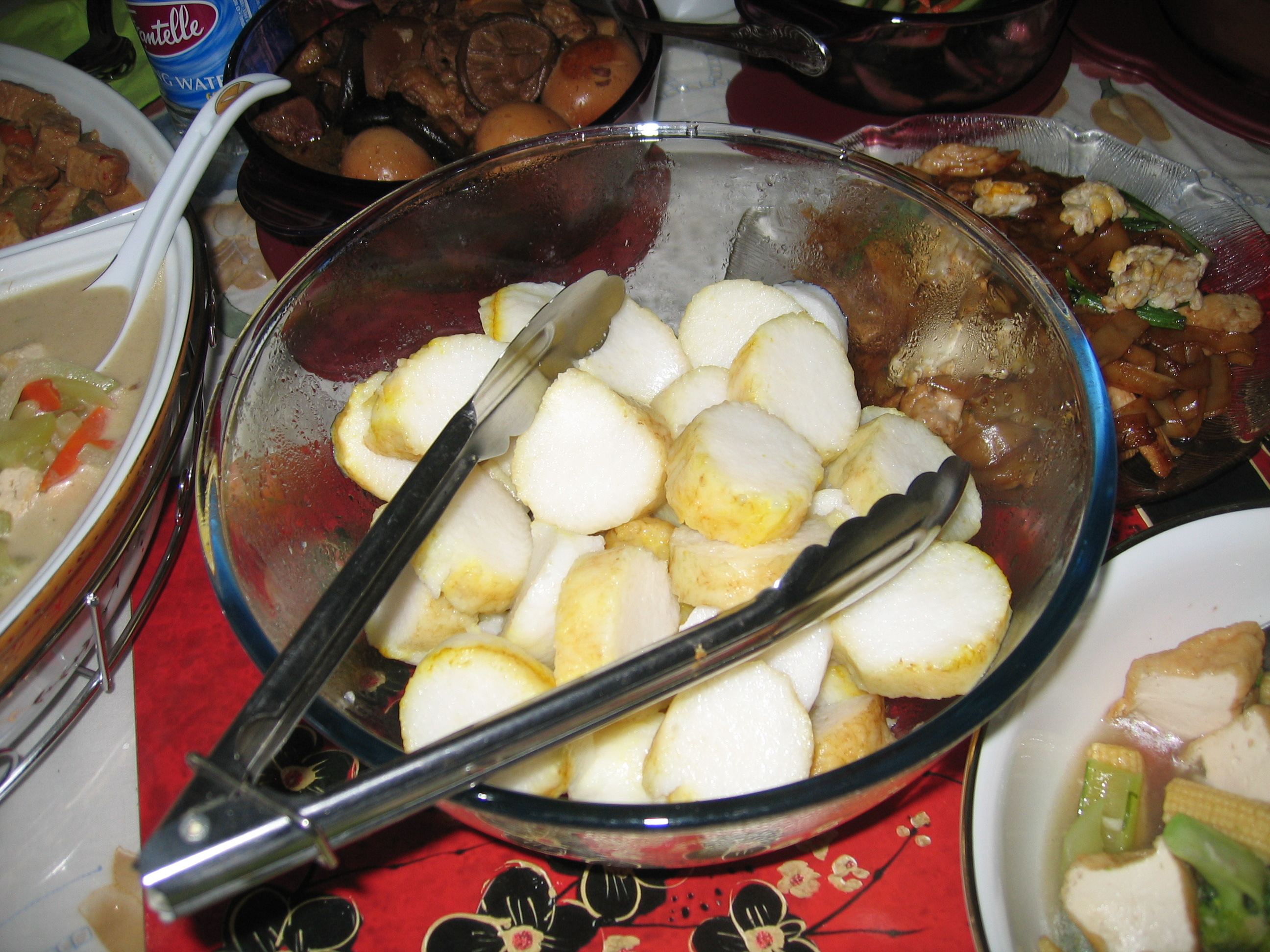
바나나잎을 벗기고 썬 론통
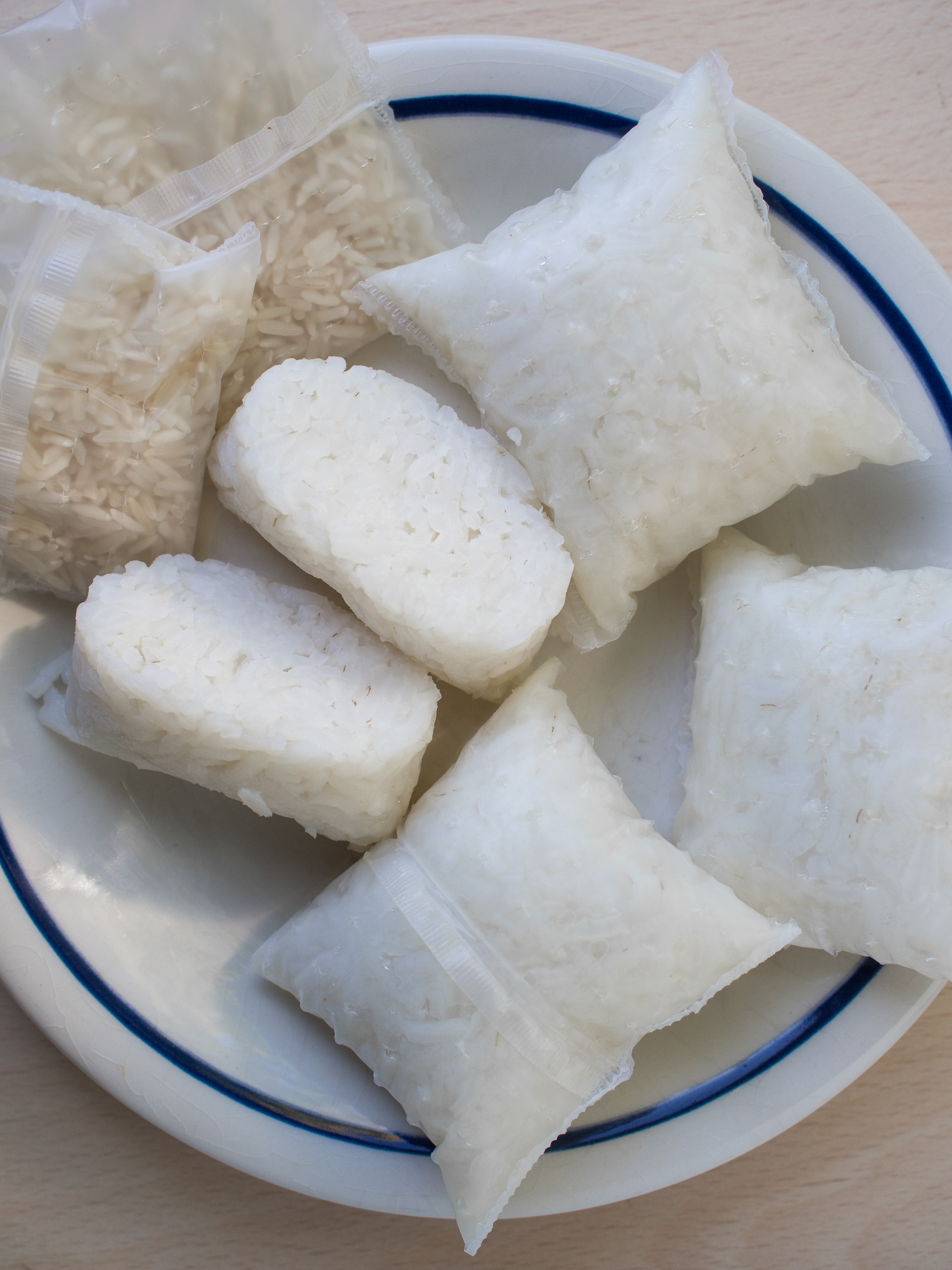
비닐 팩에 담긴 론통 (익힌 것과 익히지 않은 것)